# Gotytom Gebreslase
Gotytom Gebreslase (ur. 15 stycznia 1995) – etiopska lekkoatletka specjalizująca się w biegach długich.
W 2011 została mistrzynią świata juniorek młodszych w biegu na 3000 metrów. Zdobyła brązowy medal mistrzostw Afryki w 2012.
W 2022 zdobyła złoty medal w biegu maratońskim podczas mistrzostw świata w Eugene, natomiast rok później w kolejnej edycji światowego czempionatu w Budapeszcie sięgnęła po srebro.
Medalistka mistrzostw Etiopii.

## Osiągnięcia
| Rok  | Impreza                                   | Miejsce     | Konkurencja         | Pozycja     | Wynik    |
| ---- | ----------------------------------------- | ----------- | ------------------- | ----------- | -------- |
| 2011 | Mistrzostwa świata juniorów młodszych     | Lille       | bieg na 3000 metrów | 1. miejsce  | 8:56,36  |
| 2011 | Igrzyska afrykańskie                      | Maputo      | bieg na 5000 metrów | 6. miejsce  | 15:49,90 |
| 2012 | Mistrzostwa Afryki                        | Porto-Novo  | bieg na 5000 metrów | 3. miejsce  | 15:53,34 |
| 2013 | Mistrzostwa świata w biegach przełajowych | Bydgoszcz   | bieg juniorek       | 12. miejsce | 18:44    |
| 2015 | Igrzyska afrykańskie                      | Brazzaville | bieg na 5000 metrów | 4. miejsce  | 15:42,44 |
| 2022 | Mistrzostwa świata                        | Eugene      | maraton             | 1. miejsce  | 2:18:11  |
| 2023 | Mistrzostwa świata                        | Budapeszt   | maraton             | 2. miejsce  | 2:24:34  |

## Rekordy życiowe
- bieg na 3000 metrów (stadion) – 8:56,36 (6 czerwca 2011, Lille Metropole)
- bieg na 3000 metrów (hala) – 8:45,05 (14 lutego 2015, Nowy Jork)
- bieg na 5000 metrów – 14:57,33 (18 lipca 2015, Heusden-Zolder)
- bieg na 10 000 metrów – 31:14,52 (29 czerwca 2016, Hengelo)
- półmaraton – 1:05:36 (11 grudnia 2021, Manama)
- maraton – 2:18:11 (18 lipca 2022, Eugene)